# WTA Tour Championships 2004
De WTA Tour Championships 2004 is het tennistoernooi dat aan het eind van het seizoen 2004 werd gehouden. Alleen de beste acht enkelspeelsters en vier dubbelduo's deden mee aan het toernooi dat voor de derde maal gehouden werd in Los Angeles (Verenigde Staten). 
De officiële naam van het toernooi was Bank of America Tour Championships.

## Toernooisamenvatting
Kim Clijsters, winnares van de vorige twee edities, was niet gekwalificeerd daar zij bijna het gehele seizoen niet had kunnen spelen door een polsblessure.
In het enkelspel won de Russin Maria Sjarapova de kampioenstitel door in de finale de Amerikaanse Serena Williams in drie sets te verslaan.
In het dubbelspel ging het koppel Nadja Petrova en Meghann Shaughnessy met de titel naar huis – in de finale versloegen zij het Tsjechische team Andrea Hlaváčková en Lucie Hradecká in twee sets.

## Enkelspel

### Eindfase
|  | Halve finale | Halve finale      | Halve finale    | Halve finale | Halve finale |   |                 | Finale | Finale | Finale | Finale | Finale |
|  |              |                   |                 |              |              |   |                 |        |        |        |        |        |
|  |              | Anastasia Myskina | 6               | 2            | 2            |   |                 |        |        |        |        |        |
|  |              | Maria Sjarapova   | 2               | 6            | 6            |   |                 |        |        |        |        |        |
|  |              | Maria Sjarapova   | 2               | 6            | 6            |   | Maria Sjarapova | 4      | 6      | 6      |        |        |
|  |              |                   |                 |              |              |   | Maria Sjarapova | 4      | 6      | 6      |        |        |
|  |              |                   | Serena Williams | 6            | 2            | 4 |                 |        |        |        |        |        |
|  |              | Amélie Mauresmo   | Serena Williams | 6            | 2            | 4 | 6               | 62     | 4      |        |        |        |
|  |              | Amélie Mauresmo   |                 |              |              |   | 6               | 62     | 4      |        |        |        |
|  |              | Serena Williams   | 4               | 7            | 6            |   |                 |        |        |        |        |        |

### Rode groep

#### Resultaten
| wedstrijd         | wedstrijd | wedstrijd         | score       |
| Lindsay Davenport | –         | Jelena Dementjeva | 6-0 6-1     |
| Serena Williams   | –         | Anastasia Myskina | 4-6 6-3 6-4 |
| Anastasia Myskina | –         | Lindsay Davenport | 7-65 6-4    |
| Serena Williams   | –         | Jelena Dementjeva | 7-63 7-5    |
| Lindsay Davenport | –         | Serena Williams   | 3-6 7-5 6-1 |
| Anastasia Myskina | –         | Jelena Dementjeva | 6-3 6-3     |

#### Klassement
| nr. | rank | speelster         | partijen w-v | sets w-v |
| 1.  | 3    | Anastasia Myskina | 2 - 1        | 5 - 2    |
| 2.  | 8    | Serena Williams   | 2 - 1        | 5 - 3    |
| 3.  | 1    | Lindsay Davenport | 2 - 1        | 4 - 3    |
| 4.  | 5    | Jelena Dementjeva | 0 - 3        | 0 - 6    |

- Anastasia Myskina, Serena Williams en Lindsay Davenport wonnen in deze ronde elk twee partijen. Lindsay Davenport haalde echter het laagste percentage gewonnen sets en kreeg daarom de derde plaats toegewezen.

### Zwarte groep

#### Resultaten
| wedstrijd            | wedstrijd | wedstrijd            | score   |
| Amélie Mauresmo      | –         | Svetlana Koeznetsova | 6-3 6-2 |
| Maria Sjarapova      | –         | Vera Zvonarjova      | 6-4 7-5 |
| Amélie Mauresmo      | –         | Maria Sjarapova      | 7-5 6-4 |
| Svetlana Koeznetsova | –         | Vera Zvonarjova      | 6-2 6-4 |
| Amélie Mauresmo      | –         | Vera Zvonarjova      | 6-0 6-1 |
| Maria Sjarapova      | –         | Svetlana Koeznetsova | 6-1 6-4 |

#### Klassement
| nr. | rank | speelster            | partijen w-v | sets w-v |
| 1.  | 2    | Amélie Mauresmo      | 3 - 0        | 6 - 0    |
| 2.  | 6    | Maria Sjarapova      | 2 - 1        | 4 - 2    |
| 3.  | 4    | Svetlana Koeznetsova | 1 - 2        | 2 - 4    |
| 4.  | 11   | Vera Zvonarjova      | 0 - 3        | 0 - 6    |

## Bron
- (en)  Toernooischema WTA

1972 · 1973 · 1974 · 1975 · 1976 · 1977 · 1978 · 1979 · 1980 · 1981 · 1982 · 1983 · 1984 · 1985 · 1986 (mrt) · 1986 (nov) · 1987 · 1988 · 1989 · 1990 · 1991 · 1992 · 1993 · 1994 · 1995 · 1996 · 1997 · 1998 · 1999 · 2000 · 2001 · 2002 · 2003 · 2004 · 2005 · 2006 · 2007 · 2008 · 2009 · 2010 · 2011 · 2012 · 2013 · 2014 · 2015 · 2016 · 2017 · 2018 · 2019 · 2020 · 2021 · 2022 · 2023 · 2024
Grand Slam: Australian Open · Roland Garros · Wimbledon · US Open
Olympische Spelen: Athene
Landenteams: Fed Cup · Hopman Cup